# Solinair
Solinair är ett slovenskt charterflygbolag från 1991 som även erbjuder frakt. Solinair har bland annat tre stycken svenska  Saab 340 Solinair har även en egen flygskola.  Flygbolaget har sina huvudkvarter vid Ljubljanas flygplats och Portoroz flygplats. Det är även på de båda ställerna som flygskolan håller hus.

## Flygplan
Dessa flygplan innehade Solinair i februari 2009.
- 3 Cessna 172
- 2 Diamond DA20
- 1 Piper PA34-220 Seneca III
- 1 Robinson R22 Beta
- 1 Airbus A300-203F

Flygbolaget använde mellan 2008 och 2015 Saab 340 och mellan 2013 och 2015 två stycken Boeing 737, båda typerna som fraktflyg.